# Ystads inre fyr
Ystads inre fyr, även Ystads övre fyr, är en nerlagd fyr i Ystads hamn.
Fyren byggdes 1866 på platsen av en tidigare fyr i trä från 1847. Ansvarig för byggnationen var överingenjör Gustaf von Heidenstam vid rikets lots- och fyrinrättningar. Det åttkantiga rödvita fyrtornet ritades av ingenjör, Albert Theodor Gellerstedt.
Fyrtornet består av en stomme av valsat vinkeljärn som är klädd med nitad järnplåt. Runt lanterninen löper en balkong och porten kröns av årtalet 1865. Fyrapparaten var försedd med en fotogenlampa och en fresnellins av femte storleken.
Fyren skymdes från hamnen när 
Ystad–Eslövs Järnväg lät bygga ett godsmagasin senare samma år, så man beslöt att flytta den till den andra sidan av magasinet. Man flyttade fyren till sin nya plats med hjälp av en järnvägsvagn på ett tillfälligt järnvägsspår och  Gellerstedt dirigerade flytten från fyrens balkong. När fyren kommit på plats skruvades den fast på sockeln med åtta jordskruvar.
År 1922 ersattes fotogenlampan med AGA-belysning och 1939 elektrifierades fyren. Den var i tjänst till 1975 då den släcktes för gott. 
Anordningen för gasdrift finns kvar. 
Ystads inre fyr  byggnadsminnesförklarades år 2013. Den ägs av Ystads kommun och förvaltas av Sjöhistoriska föreningen i Ystad.